# كانيابيسكو (كيبك)
كانيابيسكو (بالإنجليزية: Caniapiscau, Quebec)‏ هي unorganized area of Canada تقع في كندا في Caniapiscau Regional County Municipality. يقدر عدد سكانها بـ 0 نسمة ومساحتها 39,985.70 كم2 .